# Станимир Лале Петровић
Станимир Лале Петровић (Шабац — Бања Лука, 2. мај 2012) био је српски пјевач народних и староградских пјесама и романси.

## Биографија
Родио се у Шапцу, одакле су му родитељи. Мајка му је по рођењу дала надимак Лале. Школовао се у Сарајеву, гдје је једно вријеме и радио. Са пјевачицом Миром Торбицом је био 42 године у браку, све до смрти.
Познати је интерпретатор староградских песама, севдалинки и романси. Са супругом Миром Торбицом, остварио је богату музичку каријеру, наступајући на бројним фестивалима и манифестацијама. Током дугогодишње музичке каријере, снимио је велики број изворних народних песама за Архив некадашње телевизије Сарајево.
Преминуо је 2. маја 2012. у 75 години у Бањој Луци.
Мира Торбица је преминула 30. јануара 2019. године.

## Фестивали
- 1968. Илиџа - Поздрављам те песмом драги / Синоћ касно у сокак (дует са Миром Торбицом)
- 1973. Илиџа - Ја сам лола
- 1974. Илиџа - Спавај, не чекај мене
- 1976. Илиџа - Пева лола
- 1982. Илиџа - Херојева ријека
- 1983. Илиџа - Стари кестен
- 1985. Фестивал народне музике, Сарајево - Рада ће се мојом звати
- 1990. Вогошћа, Сарајево - Свирај мени тамбурашу
- 1996. Бања Лука - Душо моја (Вече градске песме)